# Guido Rahn
Guido Rahn (* 1963 in Karben) ist ein deutscher Politiker (CDU) und seit 1. April 2010 erster christdemokratischer Bürgermeister der Stadt Karben in der Wetterau.

## Ausbildung und Beruf
Rahn wuchs in Burg-Gräfenrode auf. Er besuchte die Augustinerschule in Friedberg. Nach dem Abitur studierte er Volkswirtschaft an der Johann-Wolfgang-Goethe-Universität in Frankfurt am Main. Rahn begann nun in den Bereichen Wirtschaftsprüfung, Steuer- und Unternehmensberatung mittelständischer Unternehmen zu arbeiten.

## Politik
Im Jahr 1981 wurde er Mitglied der CDU. Seit 1982 gehört er dem Vorstand des Karbener CDU-Stadtverbandes an. Dort bekleidete er von 2005 bis zur Wahl zum Bürgermeister der Stadt Karben den Posten des Vorsitzenden.
1985 wurde er erstmals Stadtverordneter. Es folgte ein Wechsel in das Amt eines ehrenamtlichen Stadtrates. Bei der hessischen Kommunalwahl im März 2006 wurde er erneut Stadtverordneter. Des Weiteren ist Rahn Mitglied im Planungsverband Frankfurt/Rhein-Main, ist Kreistagsabgeordneter im Kreistag des Wetteraukreises und fungierte dort bis 2011 als stellvertretender Vorsitzender der Kreistagsfraktion seiner Partei.
Am 27. September 2009 wurde Rahn zum Bürgermeister der Stadt Karben gewählt. Er konnte sich hierbei mit 53,7 % gegen seinen Kontrahenten von der SPD durchsetzen. Auch bei der nächsten Bürgermeister am 6. März 2016 konnte er sich, diesmal mit 77,8 % der abgegebenen Stimmen, gegen eine Kontrahentin von der SPD durchsetzen. Am 26. September 2021 wurde Rahn ohne Gegenkandidat mit 82,9 % für eine dritte Amtszeit wiedergewählt.